# Grand Prix Belgie 1960
Grand Prix Belgie 1960 (oficiálně XXI GROTE PRIJS VAN BELGIE) se jela na okruhu Circuit de Spa-Francorchamps v Stavelotu v Belgii dne 19. června 1960. Závod byl pátým v pořadí v sezóně 1960 šampionátu Formule 1.

## Kvalifikace
| Poř. | No. | Jezdec             | Konstruktér   | Čas    | Ztráta |
| ---- | --- | ------------------ | ------------- | ------ | ------ |
| 1    | 2   | Jack Brabham       | Cooper-Climax | 3.50.0 | —      |
| 2    | 38  | Tony Brooks        | Cooper-Climax | 3.52.5 | + 2.5  |
| 3    | 7   | Stirling Moss      | Lotus-Climax  | 3.52.6 | + 2.6  |
| 4    | 24  | Phil Hill          | Ferrari       | 3.53.3 | + 3.3  |
| 5    | 34  | Olivier Gendebien  | Cooper-Climax | 3.53.5 | + 3.5  |
| 6    | 10  | Graham Hill        | BRM           | 3.54.2 | + 4.2  |
| 7    | 14  | Jo Bonnier         | BRM           | 3.54.8 | + 4.8  |
| 8    | 14  | Innes Ireland      | Lotus-Climax  | 3.55.4 | + 5.4  |
| 9    | 36  | Chris Bristow      | Cooper-Climax | 3.56.3 | + 6.3  |
| 10   | 18  | Jim Clark          | Lotus-Climax  | 3.57.5 | + 7.5  |
| 11   | 26  | Wolfgang von Trips | Ferrari       | 3.57.8 | + 7.8  |
| 12   | 8   | Dan Gurney         | BRM           | 3.58.3 | + 8.3  |
| 13   | 22  | Willy Mairesse     | Ferrari       | 3.58.9 | + 8.9  |
| 14   | 4   | Bruce McLaren      | Cooper-Climax | 4.00.0 | + 10.0 |
| 15   | 32  | Lucien Bianchi     | Cooper-Climax | 4.00.6 | + 10.6 |
| 16   | 28  | Lance Reventlow    | Scarab        | 4.09.7 | + 19.7 |
| 17   | 16  | Alan Stacey        | Lotus-Climax  | 4.17.6 | + 27.6 |
| 18   | 30  | Chuck Daigh        | Scarab        | 4.18.5 | + 28.5 |
| 19   | 50  | Mike Taylor        | Lotus-Climax  | —      | —      |

## Závod
| Poř.   | No. | Jezdec             | Konstruktér   | Počet kol | Čas/Odstoupení | Pořadí na startu | Body |
| ------ | --- | ------------------ | ------------- | --------- | -------------- | ---------------- | ---- |
| 1      | 2   | Jack Brabham       | Cooper-Climax | 36        | 2:21:37.3      | 1                | 8    |
| 2      | 4   | Bruce McLaren      | Cooper-Climax | 36        | + 1:03.3       | 13               | 6    |
| 3      | 34  | Olivier Gendebien  | Cooper-Climax | 35        | + 1 kolo       | 4                | 4    |
| 4      | 24  | Phil Hill          | Ferrari       | 35        | + 1 kolo       | 3                | 3    |
| 5      | 18  | Jim Clark          | Lotus-Climax  | 34        | + 2 kola       | 9                | 2    |
| 6      | 32  | Lucien Bianchi     | Cooper-Climax | 28        | + 8 kol        | 14               | 1    |
| Ret    | 10  | Graham Hill        | BRM           | 35        | Motor          | 5                |      |
| Ret    | 16  | Alan Stacey        | Lotus-Climax  | 24        | Fatální nehoda | 16               |      |
| Ret    | 22  | Willy Mairesse     | Ferrari       | 23        | Převodovka     | 12               |      |
| Ret    | 26  | Wolfgang von Trips | Ferrari       | 22        | Převodovka     | 10               |      |
| Ret    | 36  | Chris Bristow      | Cooper-Climax | 19        | Fatální nehoda | 8                |      |
| Ret    | 30  | Chuck Daigh        | Scarab        | 16        | Motor          | 17               |      |
| Ret    | 6   | Jo Bonnier         | BRM           | 14        | Motor          | 6                |      |
| Ret    | 14  | Innes Ireland      | Lotus-Climax  | 13        | Spojka         | 7                |      |
| Ret    | 8   | Dan Gurney         | BRM           | 4         | Motor          | 11               |      |
| Ret    | 38  | Tony Brooks        | Cooper-Climax | 2         | Převodovka     | 2                |      |
| Ret    | 28  | Lance Reventlow    | Scarab        | 1         | Motor          | 15               |      |
| Zdroj: |     |                    |               |           |                |                  |      |

## Průběžné pořadí po závodě
Pohár jezdců
|        | Pořadí | Jezdec        | Body |
| ------ | ------ | ------------- | ---- |
|        | 1      | Bruce McLaren | 20   |
| 2      | 2      | Jack Brabham  | 16   |
| 1      | 3      | Stirling Moss | 11   |
| 1      | 4      | Jim Rathmann  | 8    |
|        | 5      | Innes Ireland | 7    |
| Zdroj: |        |               |      |

Pohár konstruktérů
|        | Pořadí | Konstruktér     | Body |
| ------ | ------ | --------------- | ---- |
|        | 1      | Cooper-Climax   | 30   |
|        | 2      | Lotus-Climax    | 17   |
|        | 3      | Ferrari         | 15   |
|        | 4      | BRM             | 6    |
|        | 5      | Cooper-Maserati | 3    |
| Zdroj: |        |                 |      |